# Buré (Guinea)
Buré ist eine Region im westafrikanischen Staat Guinea am oberen Niger. Sie liegt etwa in der heutigen Präfektur Siguiri.

## Geschichte

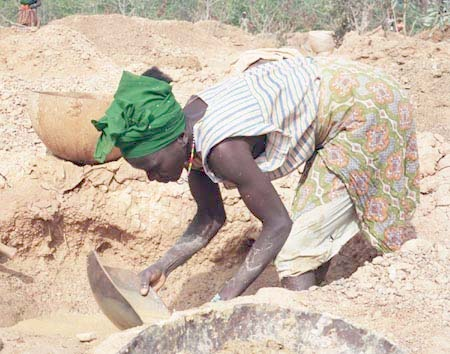
Goldsucherin in Siguiri heute

Buré war neben dem nördlicheren Bambuk eine Region zur Zeit des Ghanareiches und des Malireiches, in dem die Goldfelder des Reiches lagen. Die Hauptstadt war damals Didi.